# Joanot Martorell
Joanot Martorell (Valência, 1403/1411 (aproximado) - Valência, 1465) foi um escritor medieval valenciano, conhecido por ser o autor de Tirante o Branco (Tirant lo Blanch), uma das mais importantes obras literárias da  língua catalã. O livro é  considerado o primeiro romance moderno da Europa.

## História

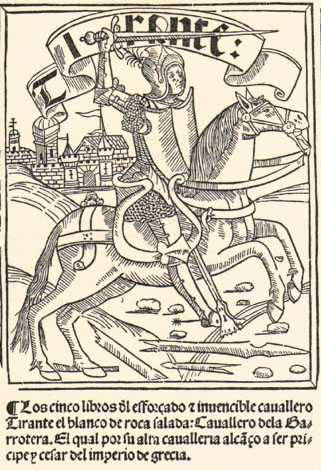
Primeira página do livro Tirant lo Blanc.

Martorell veio de uma família da pequena nobreza ligada a corte ducal de Gandia. Em 1433 já era um cavaleiro, e sabe-se que esteve envolvido em várias disputas com outros cavaleiros.
Em janeiro de 1460  Martorell começou a escrever Tirant lo Blanc, obra com características de ser uma autobiografia, dedicada a Fernando de Portugal, Duque de Viseu, conhecido como Dom Fernando, Infante de Portugal. Guillem de Vàroic é nome do personagem do romance, um cavaleiro que vivia na Inglaterra, que no final da vida faz uma peregrinação a Jerusalem para obter perdão por seus pecados.